# تعددية (كيمياء)
تعددية  في كيمياء الكم والفيزياء (بالإنجليزية: Multiplicity) هي تعددية خطوط طيف ذرة أو جزيء، وهي متعلقة بتعددية حالات الإلكترون /أو حالات الإلكترونات في النظام الذري أو نظام الجزيء.
تستخدم التعددية في كيمياء الكم لتفرقة بين عدة حالات للإلكترونات في ذرة أو جزيء ما، وتتسم بإمكانية انفطارها تحت تأثير مجال كهربائي أو مجال مغناطيسي خارجي. تختلف تلك الحالات فيما بينها بسبب إتجاه العزم المغزلي الكلي فقط. وتعرف التعددية بالعلاقة:
2S+1 = التعددية
حيث:
S العدد الكمومي المغزلي الكلي.
والتعددية تختص بتحديد عدد الإلكترونات «المنفردة» في مدار في الذرة (أي ليس لها زوج، حيث يشغل عادة زوج من الإلكترونات كل مدار، ويكونان معكوسان الزخم المغزلي، فتصبح محصلتهما للزخم المغزلي مساوية للصفر). وتصف قاعدة هوند التعددية، حيث تقول: يفضل الشغل المنفرد للإلكترونات في المدارات ذات مستوى طاقة واحد. ونتيجة ذلك هو شغل مدارات مختلفة بإلكترونات منفردة أو مزدوجة، وبهذا تتحدد التعددية.
تـُحسب التعددية بالعلاقة 2S+1.
حيث S مجموع العزوم المغزلية.
ولكن للتبسيط نضع s = ½ (وهو الزخم المغزلي للإلكترون المنفرد). فإذا كانت الإلكترونات مزدوجة في الذرة يكون الزخم المغزلي الكلي S = 0، وبالتالي نحصل على التعددية = 2(0) + 1 = 1 . وتسمى تلك الحالة  منفردة  singlet ، وينشأ عن هذا الإلكترون خط واحد في طيف العنصر. أما إذا احتوى جزيئ على إلكترون منفرد واحد تكون S = +½ ، وبالتالي تصبح التعددية 2S + 1 = 2, وهذه الحالة تسمى زوجية  doublet ، (أي يظهر
خطين في الطيف لتلك الحالة). وإذا وجد في الذرة أو الجزيئ إلكترونان منفردان فتصبح S = 1، وتكون التعددية ثلاثية triplet وهكذا.

## التعددية في الأنظمة عديدة الالكترونات
في الذرات والأيونات التي لها إلكترونات عديدة وكذلك في الجزيئات نقوم بحساب عدد الكم المغزلي الكلي {\displaystyle S\!\,} لمجموع الإلكترونات باستخدام المعادلة التالية. وإذا كان في الذرة عدد {\displaystyle i} من الإكترونات نستطيع حساب {\displaystyle S} كالآتي (هذا ينطبق على ذرة أو جزيء أو أيون):
{\displaystyle S=\left|\sum _{i}m_{s_{i}}\right|,}
حيث {\displaystyle m_{s_{i}}} عدد الكم المغزلي للإلكترون i.
ونظرا لأن الإلكترونات الزوجية لا تشارك في قيمة S (حيث أن عزميهما المغزليان متعاكسان) فيمكننا أخذ الإلكترونات المنفردة وحدها في الاعتبار. والعزم المغزلي للإلكترون مقداره {\displaystyle s=+1/2\!\,} ، وبجمع العزوم الكمومية المغزلية للإلكترونات المنفردة في ذرة أو جزيء أو أيون نحصل على:
{\displaystyle S=n_{\text{unpaired}}/2}
| النظام                                                                   | مثــال                                  | إلكترونات في حالة قاعية | إلكترونات في حالة قاعية | عدد كم مغزلي كلي {\displaystyle S\!\,} | التعددية {\displaystyle 2S+1\!\,} | حالة قاعية            |
| ------------------------------------------------------------------------ | --------------------------------------- | ----------------------- | ----------------------- | -------------------------------------- | --------------------------------- | --------------------- |
| النظام                                                                   | مثــال                                  | إلكترونات مزدوجة        | إلكترونات منفردة        | عدد كم مغزلي كلي {\displaystyle S\!\,} | التعددية {\displaystyle 2S+1\!\,} | حالة قاعية            |
| معظم الجزيئات                                                            | جزيء الهيدروجين H-H                     | (1x2)                   | 0                       | 0/2 = 0                                | 2x0+1 = 1                         | Singlet               |
| جذر                                                                      | أول أكسيد النيتروجين •N=O وبالتالي N-O• | 5x2                     | 1                       | 1/2                                    | 2x(1/2)+1 = 2                     | Doublet               |
| جذرين مترابطين                                                           | •O-O• أكسجين                            | 5x2                     | 2                       | 2/2 = 1                                | 2x1+1 = 3                         | Triplet               |
| أيونات فلزات، على الأخص فلزات المجموعات الثانوية * ، والمعقدات التساندية |                                         | ...x2                   | {\displaystyle \geq 2}  | {\displaystyle \geq 1}                 | {\displaystyle \geq 3}            | Triplet, Quartet, ... |

- ) مجموعات الفلزات الثانوية طبقا للجدول الدوري للعناصر.

## نظام بإلكترون منفرد واحد
نتصور عادة بالنسبة للزخم المغزلي للإلكترون أن الإلكترون يلف حول محوره، ولكن هذا مجرد تصور، والحقيقة هي أن الزخم المغزلي صفة من صفات الجسيمات، وهي ثابتة لا تتغير. وفي الفيزياء نقرن خاصية لغلأكترون هذه بالعدد الكمومي المغزلي {\displaystyle s=1/2\!\,}. وتكون التعددية في نظام به إلكترون منفرد واحد {\displaystyle 2s+1=2\!\,} وبالتالي فهي حالة «زوجية».

## اقرأ أيضا
- عدد كم مغزلي
- عدد الكم الرئيسي
- عدد الكم المغناطيسي
- عدد الكم المداري
- ذرة
- نموذج بور للذرة
- مغنطون بور
- تأثير زيمان
- تأثير شتارك
- تجربة فرانك-هرتز
- رمز تعبير